# Metacordyceps
Metacordyceps (Pochonia is de anamorf van Metacordyceps) is een geslacht van schimmels, die behoort tot de familie Clavicipitaceae.

## Soorten
Volgens Index Fungorum telt het geslacht drie soorten (peildatum juli 2023):
| Soortnaam                     | Auteur(s)                                                             | Publicatiejaar |
| ----------------------------- | --------------------------------------------------------------------- | -------------- |
| Metacordyceps chlamydosporia  | (H.C. Evans) G.H. Sung, J.M. Sung, Hywel-Jones & Spatafora            | 2007           |
| Metacordyceps dhauladharensis | Sapan K. Sharma                                                       | 2015           |
| Metacordyceps taii            | (Z.Q. Liang & A.Y. Liu) G.H. Sung, J.M. Sung, Hywel-Jones & Spatafora | 2007           |

## Biologische bestrijding
Metacordyceps chlamydosporia kan parasitaire rondwormeieren van bijvoorbeeld Meloidogyne incognita en de hondenspoelworm aantasten.

## Cladogram
|               | Nomuraea |
|               | |
|               | Metarhizium |
|               | |
|               | Balansia |
|               | |
|               | Ephelis |
|               | |
|               | Epichloë |
|               | |
|               | Hypocrella |
|               | |
|               | Aschersonia |
|               | |
|               | Moelleriella |
|               | |
|               | Neotyphodium |
|               | |
|               | Claviceps |
|               | |
|               | Berkelella |
|               | |
|               | Samuelsia |
|               | |
|               | Neobarya |
|               | |
|               | Pochonia |
|               | |
| Metacordyceps | \| \| Metacordyceps yongmunensis \| \| \| \| \| \| Metacordyceps brittlebankisoides \| \| \| \| \| \| Metacordyceps campsosterni \| \| \| \| \| \| Metacordyceps chlamydosporia \| \| \| \| \| \| Metacordyceps liangshanensis \| \| \| \| \| \| Metacordyceps taii \| \| \| \| |
|               | \| \| Metacordyceps yongmunensis \| \| \| \| \| \| Metacordyceps brittlebankisoides \| \| \| \| \| \| Metacordyceps campsosterni \| \| \| \| \| \| Metacordyceps chlamydosporia \| \| \| \| \| \| Metacordyceps liangshanensis \| \| \| \| \| \| Metacordyceps taii \| \| \| \| |
|               | Podocrella |
|               | |
|               | Regiocrella |
|               | |
|               | Metacordyceps yongmunensis |
|               | |
|               | Metacordyceps brittlebankisoides |
|               | |
|               | Metacordyceps campsosterni |
|               | |
|               | Metacordyceps chlamydosporia |
|               | |
|               | Metacordyceps liangshanensis |
|               | |
|               | Metacordyceps taii |
|               | |

|  | Metacordyceps yongmunensis       |
|  |                                  |
|  | Metacordyceps brittlebankisoides |
|  |                                  |
|  | Metacordyceps campsosterni       |
|  |                                  |
|  | Metacordyceps chlamydosporia     |
|  |                                  |
|  | Metacordyceps liangshanensis     |
|  |                                  |
|  | Metacordyceps taii               |
|  |                                  |